# 網遊小說
網遊小說是受日系早期動畫、漫畫以及轉生異界的概念的影響，讓網路遊戲更加科技化，故事主角在網路遊戲的世界中生活的小說。主角會置身於網遊世界中發展劇情。第一種是故事背景以真實世界現有的網絡遊戲，以遊戲本身的設定來寫的網遊小說。第二種是故事背景全虛構，作者本身假設出一個遊戲，主角在遊戲內生活，除了以網絡遊戲作背景也會交集着日常生活的角色。玩網路遊戲的讀者會有較大共鳴。